# Tchake
Tchake este o comună rurală din departamentul Mayahi, regiunea Maradi, Niger, cu o populație de 29.000 locuitori (2001).